# Gulfstream III
Gulfstream III er et mindre civilt transportfly, primært til passagerer. Det blev produceret i 202 eksemplarer fra 1979 til 1986 af amerikanske Gulfstream Aerospace, og er en forbedret variant af Grumman Gulfstream II. Flere lande anvender eller har anvendt flyet militært.

## Design og udvikling
Gulfstream III blev produceret i Savannah, Georgia i de Forenede Stater og blev designet som en forbedret variant af Grumman Gulfstream II. Der blev udført designstudier af Grumman Aerospace Corporation i samarbejde med Gulfstream American Corporation. Designet af Gulfstream III begyndte med et forsøg på at fremstille en komplet ny vinge baseret på et superkritisk vingetværsnit og forsynet med winglets, alt sammen udviklet af NASA. Optimeringsstudier som inkluderede vægt, luftmodstand, plads til brændstof, omkostninger og ydelse indikerede at hovedparten af forbedringerne kunne opnås gennem modifikationer af den eksisterende vinge. Som et resultat af dette blev den nye vinge aflyst, og arbejdet rettedes mod et omdesign af vingen, der beholdt Gulfstream II's bærende elementer og kontrolfladerne langs vingens bagkant.
Sammenlignet med G-1159 Gulfstream II, har vingen 6 ft (1,8 m) større spændvidde, har fået tilføjet 5 ft (1,5 m) lange winglets, forkanten er længere og profilen er modificeret. Skroget er blevet 2 ft (0,6 m) længere bag hoveddøren. Radomen (næsen af flyet) er blevet længere, og der er en ny, kurvet forrude. De maksimale takeoff vægt er, afhængigt af varianten, blevet forøget til 68.200 lb (30.935 kg) eller 69.700 lb (31.615 kg) og der er adskillige ændringer i autopiloten, flyveinstrumenterne og motorinstrumenterne. Flyet modtog sit typecertifikat fra det amerikanske Federal Aviation Administration den 22. September 1980. Der blev i alt bygget 202 stk. Gulfstream III, den sidste i 1986.
I 2013 modificerede FAA sine støjkrav, og udstedte flyveforbud fra 31. December 2015 til jetfly under en vægt på 75.000 pounds, medmindre disse var "Stage 3" støjdæmpede. Gulfstream III var specielt fremhævet i Federal Register 78 FR 39576. Alle Gulfstream III der ikke havde fået påmonteret ekstra støjdæmpning, eller skiftet motorerne til mindre larmende typer, har derfor nu flyveforbud i USA.

## Gulfstream III i Danmark
Gennem længere tid havde man måtte se i øjnene at de aldrende C-47 Skytrain og C-54 Skymaster var ved at være udtjent. Samtidigt steg behovet for farvandsovervågning og fiskeriinspektion. Efter et meget grundigt forarbejde valgtes i 1980 Gulfstream III som erstatning til inspektions- miljø- og VIP transportopgaverne.
Det første fly blev leveret til Flyvevåbnet 23. jan. 1982 og fik nummer F-249; det var Gulfstream Americans prototype, som første gang havde fløjet 12. December 1979. De to næste fly blev leveret senere i 1982 og fik numrene F-313 og F-330. Flyene blev tildelt Eskadrille 721 på Flyvestation Værløse.
Eskadrille 721 havde næsten permanent en Gulfstream udstationeret på Kangerlussuaq (Søndre Strømfjord) for at kunne løse overvågningsopgaverne i Nordatlanten. Ud over overvågningen kunne flyet anvendes som fragtfly med mulighed for at foretage drop af fragt fra luften, passager- eller VIP-transport med op til 18 stole anbragt i seks rækker, eller flyet kunne bruges som ambulancefly med plads til 15 bårer. Flyet deltog også i eftersøgnings- og redningsopgaver.
Fra 1989 fløj F-249 med mellemrum med en ombygget Draken-droptank under bugen. Det var en Synthetic aperture radar, udviklet og bygget af Elektromagnetisk Institut ved Danmarks Tekniske Universitet. Radaren kunne scanne jordoverfladen ud til en afstand af 80 km fra flyet. Flyet har også fløjet med en anden radar, en Side Looking Airborne Radar, i forbindelse med et olieeftersøgningsprojekt ved Nordøstgrønlands kyst i begyndelsen af 1990'eme.
Den 3. august 1996 styrtede F-330 ned ved Vágar Lufthavn på Færøerne, forsvarschef Hans Jørgen Garde omkom sammen med sin hustru og besætningen.
Flyene var ikke udslidt ved salget, men stod overfor en opdatering. Samtidigt levede flyene ikke op til moderne krav om brændstofforbrug og lufthavnsstøj. Det blev besluttet at erstatte Gulfstream-flyene i det danske forsvar med Bombardier CL-600 Challenger. Flyene blev derfor sat til salg i foråret 2003. De sidste Gulfstream blev udfaset fra Flyvevåbnet 10. September 2004.

## Varianter

### Civile varianter
- Model G-1159A Gulfstream III - Forretningsfly med to eller tre besætningsmedlemmer, forsynet med to Rolls-Royce Spey turbofan motorer.

### Militære varianter
- C-20A - United States Air Force variant konfigureret til 14 passagerer og fem besætningsmedlemmer; flyet trådte ud af tjeneste ved USAF i 2002, et enkelt eksemplar blev overført til NASAs Neil A. Armstrong Flight Research Center på Edwards Air Force Base som et testfly.[7][8][9]

- C-20B - United States Air Force og United States Coast Guard variant med opgraderet elektronik, benyttet til Operational Support Airlift (OSA) og Special Assignment Airlift Missions (SAAM); den enlige Coast Guard C-20B blev benyttet af Kommandanten af Coast Guard og andre højtstående USCG tjenestemænd, så vel som af USA's Secretary of Homeland Security.[7]

- C-20C - United States Air Force C-20B med opgraderet og "hærdet" krypteret kommunikationsudstyr, ofte benyttet som backup-fly der fulgte et VC-25A fly, når dette fløj som Air Force One.[7]

- C-20D - United States Navy Operational Support Airlift (OSA) med modificeret kommunikationsudstyr til flådens anvendelse, normalt til anvendelse for højtstående flådeofficerer.[7]

- C-20E - Forlænget skrog og omdesignet vinge, anvendt af United States Army som et Operational Support Airlift (OSA) fly.[7][10]

- Gulfstream III SRA-1 - Speciel rekognoscerings- og overvågningsversion beregnet på eksport.

- Gulfstream III SMA-3 - Eksportmodel til Danmark, udstyret med en Texas Instruments APS-127 radar. Tre fly, benyttet til maritim rekognoscering og -patrulje, fiskeriinspektion, search and rescue, og VIP transport, blev bygget til Flyvevåbnet i 1983. Flyene er udtrådt af tjeneste.

Bemærk: United States Army C-20F og C-20J, United States Navy/United States Marine Corps C-20G, og United States Air Force C-20H fly er ikke Gulfstream III, men Gulfstream IV varianter.

### Varianter til særlig anvendelse
En NASA Gulfstream C-20B (83-0502 ser.no. 389) er blevet forsynet med en pylon under skroges midterlinie, så den kan bære en UAVSAR kapsel.
En anden NASA Gulfstream III (N992NA ser.no. 309) er også blevet forsynet med en pylon under skroges midterlinie, så den kan bære en AIRMOSS kapsel, en modifikation af UAVSAR kapslen.
Phoenix Air Group benytter to tidligere SMA-3 fly fra Flyvevåbnet, N173PA ser.no. 313, N163PA ser.no. 249, såvel som en Gulfstream III (N186PA Ser.no. 317). Et fly foretager luftbåren maritim overvågning af skydebanen for Missile Defense Agency (MDA) og andre Department of Defense skydebaner, ved hjælp af et Texas Instruments APS-127 Surface Search Radar system. Alle tre fly er forsynet med en stor fragtdør. I 2008 udviklede Phoenix Air et Airborne Biomedical Containment System sammen med Centers for Disease Control and Prevention. I 2014 blev dette system anvendt under Ebola-udbruddet i Vestafrika 2014, og fløj 12 ebola-missioner til USA.
N30LX [ser.no. 438) er på forskellig vis blevet modificeret til et "Dragon Star" Airborne Multi-Intelligence Laboratory som Lockheed Martin ønskede at anvende. flyet er blevet leaset af Italien siden 2012.
Calspan benytter N710CF (ser.no. 448), som er blevet modificeret som en luftbåren prøvestation. Modifikationerne inkluderer en centerlinie pylon  og en satcom radome på ryggen af flyet.
To Gulfstream III, K2961 (ser.no. 494) og K2962 (ser.no. 495), udstyret med skråt monterede langdistancekameraer, blev leveret til Indiens Luftvåben.

## Operatører

### Militære operatører
Algeriet
- Algeriets Luftvåben (Algerian Air Force) - ingen data.

 Cameroon
- Cameroons Luftvåben (Armee de l’Air du Cameroun) - ingen data, men flyene er angiveligt udtrådt af tjeneste.

 Danmark
- Flyvevåbnet 3 stk. Gulfstream III SMA, i tjeneste i årene 1982 - 2004.[22][23]

 Elfenbenskysten
- Elfenbenskystens Luftvåben (Force Aerienne de Cote d’Ivoire) - ingen data.

 Gabon
- Gabons Luftvåben (fransk: Force Aeriennes Gabonaises) - ingen data.

 Ghana
- Ghanas Luftvåben (Ghana Air Force, GHF) - ingen data.

 Indien
- Indiens Luftvåben ('Royal Indian Air Force', senere 'Indian Air Force', (Sanskrit) भारतीय वायु सेना, Bhāratīya Vāyu Senā)] - ingen data.

 Irland
- Det Irske Luftkorps (Irish Air Corps, irsk: An tAerchór) - en enkelt leased Gulfstream III fra 1990 - 1992.[24]

 Italien
- Italiens Luftvåben (italiensk: Aeronautica Militare; AM) - 2 stk. Gulfstream III i tjeneste fra 1985 til 2003.[25]

 Marokko
- Marokkos Luftvåben (Royal Moroccan Air Force (RMAF), arabisk: القوات الجوية الملكية; Berber: Adwas ujenna ageldan; French: Forces royales air) - ingen data.

 Mexico
- Mexico's Luftvåben (spansk: Fuerza Aérea Mexicana, FAM) - ingen data, men flyene er angiveligt udtrådt af tjeneste.

 Oman
- Omans Kongelige Luftvåben (Royal Air Force of Oman, RAFO — سلاح الجو السلطاني عمان - Silāḥ al-Jaww as-Sulṭāniy ‘Umān) - ingen data.

 Saudi-Arabien
- Det Kongelige Saudiarabiske Luftvåben ((arabisk: القوات الـجوية الـملكية الـسعودية, al-quwwāt al-ğawwiyyah al-malakiyyah as-suʿūdiyyah)) - ingen data.

 Togo
- Togos Luftvåben (Force Aerienne Togolaise) - ingen data.

 Uganda
- Ugandas Folkeforsvars Luftvåben [Ugandan People's Defence Air Force) - ingen data.

 USA
- United States Air Force - ingen data.
- United States Navy - ingen data.
- United States Army - ingen data.
- United States Coast Guard - en enkelt C-20B, i tjeneste fra 1985 til 2002.[26]
- National Aeronautics and Space Administration - 2 stk., fra 1989 og stadigt i tjeneste.[27]

 Venezuela
- Venezuelas Luftvåben (spansk: Fuerza Aérea Venezolana, FAV) - ingen data.

 Zimbabwe
- Zimbabwes Luftvåben (Air Force of Zimbabwe) - ingen data.

## Uheld og hændelser
- 3. August 1996 - Under indflyvning til Vágar Lufthavn på Færøerne ramte Gulfstream III F-330 fra Flyvevåbnet en bjergside. Alle ni ombordværende blev dræbt, herunder den danske Forsvarschef Hans Jørgen Garde og hans hustru Anna Garde.[28][29]

- 29. Marts 2001 - Under forsøg på at lande i Aspen-Pitkin County Airport, ramte en Avjet Gulfstream III en bakketop. Alle 18 ombordværende blev dræbt. Flyet forsøgte en ikke-godkendt instrumentlanding i tiltagende mørke og snebyger. Piloten var under stærkt pres fra charterpassagererne, fordi de ønskede at nå en festmiddag.

## Specifikationer (Gulfstream III)
| Besætning:         | 2 eller 3                            |                                                  |
| Kapacitet:         | 19 passagerer                        | standard sædearrangement                         |
| Længde:            | 83 ft. 1 in.                         | 25,32 m                                          |
| Højde:             | 24 ft. 4½ in.                        | 7,43 m                                           |
| Spændvidde:        | 77 ft. 10 in.                        | 23,72 m                                          |
| Vingeareal:        | 934,6 ft²                            | 86,83 m²                                         |
| Sideforhold:       | 6,0:1                                |                                                  |
| Tomvægt:           | 38,000 lb                            | 17.236 kg                                        |
| Max. takeoff vægt: | 69.700 lb                            | 31.615 kg                                        |
| Motor:             | 2 x Rolls-Royce Spey RB.163 Mk 511-8 | turbofan jetmotor                                |
| Trykkraft:         | 11.400 lbf                           | 50,7 kN                                          |
| Max. fart:         | 576 mph                              | 501 knots, 928 km/t                              |
| Marchfart:         | 508 mph                              | 442 knots, 818 km/t                              |
| Stallfart:         | 121 mph                              | 105 knots, 194 km/t                              |
| Rækkevidde:        | 4.200 miles                          | 3.650 nmi, 6.760 km (8 passagerer, IFR reserver) |
| Max.flyvehøjde:    | 45.000 ft.                           | 13.716 m                                         |
| Stigehastighed:    | 3.800 ft/min                         | 19,3 m/s                                         |